# Marktgölitz
Marktgölitz liegt im Thüringer Schiefergebirge und ist ein Ortsteil von Probstzella in der Verwaltungsgemeinschaft Schiefergebirge, Landkreis Saalfeld-Rudolstadt in  Thüringen.

## Geschichte
Den Beginn der Besiedlung im Raum Marktgölitz vermutet man im 12. Jahrhundert. Die urkundliche Ersterwähnung erfolgte im Jahr 1337. 1412 erhielt der Ort das Braurecht und Marktrecht. 1733 wurde die Kirche gebaut, 1891 eine neue Schule. 1911 wurden weite Teile des Dorfes durch einen Großbrand zerstört.
Der FDGB veranlasste 1952 die Schaffung von Unterkünften als Ferienheim. Daraufhin wurde 1953 ein Schwimmbad gebaut und der erste Kindergarten eröffnet. Seit 1961 gehörte Marktgölitz zeitweilig zum Sperrgebiet der DDR. Im April/Mai 1968 wurde bei einem Fluchtversuch ein Mann nahe Marktgölitz von DDR-Grenzern erschossen. Seit dem 16. März 2004 ist Marktgölitz ein Ortsteil von Probstzella.

## Wappen
Das Wappen wurde am 4. Oktober 1995 durch das Thüringer Landesverwaltungsamt genehmigt.
Blasonierung: „Geteilt durch einen grünen, mit silbernem Wellenbalken belegten, Balken und halbgespalten, oben in Gold ein aufsteigender schwarzer, goldbewehrter Löwe, unten vorn in Schwarz silbernes gekreuztes Schlägel und Eisen, hinten in Silber ein grünes sechsspeichiges Rad.“
Das Wappen wurde von dem Goßwitzer Manfred Fischer gestaltet.

## Verkehr
Der ehemalige Bahnhof Marktgölitz an der Bahnstrecke Leipzig–Probstzella liegt im Weiler Gabe Gottes. Hier fahren seit 2010 alle Züge ohne Halt durch. Jedoch bestehen Reisemöglichkeiten vom wenige Kilometer entfernten Bahnhof Probstzella, an welchem alle Regionalzüge halten.
Marktgölitz liegt nur wenige hundert Meter abseits der Bundesstraße 85.